# Aan de christelijke adel van de Duitse natie over de verbetering van de christelijke natie
Aan de christelijke adel van de Duitse natie over de verbetering van de christelijke natie (in het Duits: An den christlichen Adel deutscher Nation von des christlichen Standes Besserung) is de titel van een groot programmatisch geschrift van Maarten Luther uit augustus 1520. Het is de eerste van een reeks grotere geschriften. Later dat jaar verschenen Over de Babylonische gevangenschap van de kerk en Over de vrijheid van een christen. 
Luther geeft in deze publicatie een samenvatting van zijn kritiek op kerkelijk systeem. Omdat hij er van overtuigd was dat de kerk zich niet op eigen kracht van binnenuit zou veranderen richt hij zich tot de keizer en de adel.
De eerste druk van vierduizend exemplaren is al binnen een maand uitverkocht. Er volgen vele herdrukken. 
De kern van zijn betoog:
- afwijzing van de voorrang van de geestelijke op de wereldlijke macht
- afwijzing van het leergezag van de paus
- afwijzing van de macht van de paus boven het concilie
- sterke nadruk op het algemene priesterschap, een bijzonder priesterschap bestaat niet

Daarnaast geeft hij zijn visie op welke verantwoordelijkheden overheid heeft inzake huwelijk, onderwijs en armenzorg. 